# Vincent Jean Albert
Vincent Jean Albert   (1 de gener de 1904 - 31 d'octubre de 1976) fou un jugador francès de billar de la dècada de 1930.
Fou campió del món en diverses ocasions en l'especialitat de quadre, tot i que també destacà en altres disciplines.

## Palmarès
Font:
- Campionat del Món de billar de carambola lliure:  1934, 1935, 1938  1933
- Campionat del Món de billar de carambola quadre 47/1:  1934, 1937
- Campionat del Món de billar de carambola quadre 47/2:  1934, 1935
- Campionat del Món de billar de carambola quadre 71/2:  1937
- Campionat del Món de billar a una banda:  1934  1935
- Campionat del Món de billar a tres bandes:  1934
- Campionat del Món de billar pentatló:  1938  1934, 1935
- Campionat del Món de billar artístic:  1933, 1934, 1935
- Campionat d'Europa de billar de carambola quadre 47/1:  1932  1947
- Campionat d'Europa de billar de carambola quadre 47/2:  1935
- Campionat de França de billar a tres bandes:  1934